# Califa
Califa (em árabe: خليفة; romaniz.: khalīfah, "sucessor" ou "representante") é o chefe de Estado em um Califado, e o título para o governante da Umma muçulmana, uma comunidade islâmica governada pela sharia. Seu adjetivo é o califal. Sua família se chama família califal e o seu trono, por ser um chefe-de-estado, trono califal (antinobiliarquia). Tradicionalmente, no Ocidente, tem sido considerado que um califa tem o mesmo status que um imperador.
O título de califa foi inicialmente usado por Abacar, o sogro de Maomé, quando o sucedeu pela primeira vez como líder da Umma (comunidade do Islão), em 632, e tornou-se o título que se atribuía ao chefe primário do islamismo.
O califa, no caso, era escolhido através de uma eleição na Majlis al Ummah, órgão que congregava as principais lideranças tribais, e, mais tarde, provinciais. Em 661, o cargo passou a ser hereditário, após um golpe de estado, sendo a Majlis deixada em segundo plano. Em 750, ocorreu outro golpe de estado, e a capital foi transferida de Damasco para Bagdá. Cerca de 200 anos depois, o Califado se dividiu em dois, e, alguns anos depois, em três. Com o tempo, foi se desintegrando, até que, no final do século XII, o sultão do Egito, Saladino, reestruturou-o através de alianças entre os estados, e reiniciou o processo de expansão.
No seguimento do conflito entre o Califado Fatímida e o Califado Abássida, outros líderes muçulmanos começaram a reivindicar o título de califa. Com a derrota destes califados periféricos, o califado otomano começou a ser crescentemente considerado como o califado principal. Assim, até à Primeira Guerra Mundial, o califado otomano representava a maior e mais poderosa entidade política islâmica.
O título de califa deixou de existir quando a República da Turquia aboliu o Império Otomano, em 1924.
Em 29 junho de 2014, na tentativa de retomada do califado, um grupo armado sunita passou a controlar grandes áreas do Iraque e Síria e anuncia a criação de um "califado" abrangendo o Iraque e a Síria, incitando outros grupos a jurar lealdade a Ibraim Auade Ibraim Ali Albadri de Samarra, passando a chamar Abacar de Bagdá, "o califa" e "líder para os muçulmanos em todos os lugares". "A legalidade de todos os emirados, grupos, estados e organizações torna-se nulo pela expansão da autoridade do califa e com a chegada de suas tropas para as suas áreas", o porta-voz do grupo, Abu Maomé al-Adnani. impõe: "Ouça o seu califa e obedeça. Apoie seu estado, que cresce a cada dia.''
"Califas bem guiados"
- Abacar (632-634)[2]
- Omar (634-644)
- Otomão (644-656)
- Ali (656-661)

Principais dinastias
- Dinastia omíada em Damasco (661-750), seguida pela
- Dinastia abássida em Bagdade (750-1258), e mais tardo no Cairo (1260-1517)
- dinastia fatímida, no Cairo, ocupando o Norte de África e no Egipto (909-1171)
- Dinastia omíada de Córdova, Península Ibérica, declararam-se califas (929-1031)
- Dinastia almóada no Norte de África e Península Ibérica (1145-1269)
- A Dinastia otomana, em Istambul, no Império Otomano (1517-1924)